# Monika Fink

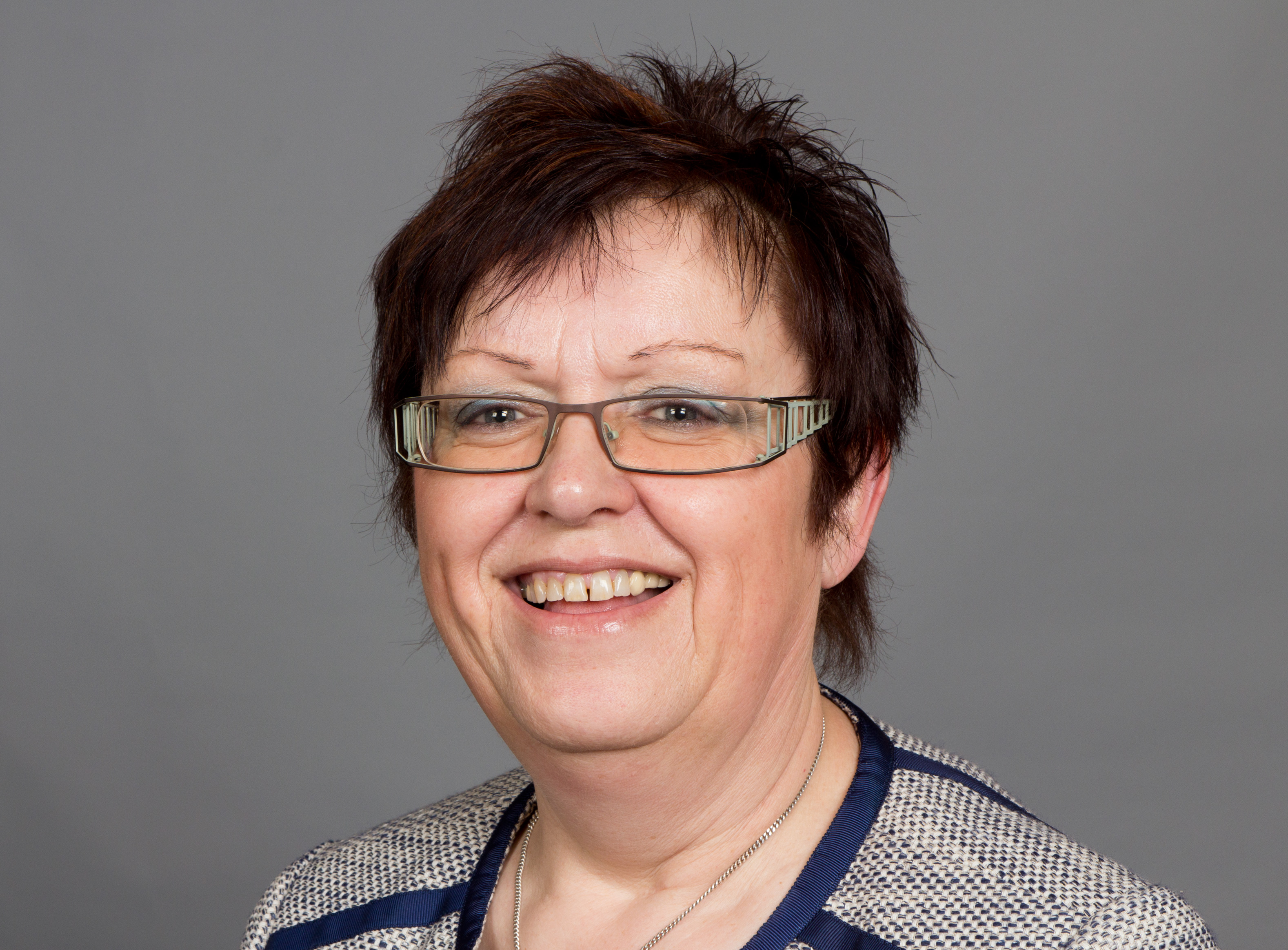
Monika Fink (2014)

Monika Fink (* 14. Juli 1952 in Haan) ist eine deutsche Politikerin (SPD) und war von 2001 bis 2014 Mitglied des rheinland-pfälzischen Landtags.

## Leben und Beruf
Nach der mittleren Reife absolvierte Fink eine Ausbildung zur Bankkauffrau und war dann bis zum Jahr 1982 bei der Sparkasse Düsseldorf tätig. In den Jahren 1991 bis 2001 war sie Wahlkreismitarbeiterin der Bundestagsabgeordneten Elke Leonhard. Darüber hinaus war sie Leiterin der Informations- und Beratungsstelle des Frauennetzes in Bitburg. Zuletzt war sie Verkaufsfahrerin bei einer Bäckerei.
Fink ist geschieden und hat drei Kinder.

## Politik
Fink ist seit 1976 SPD-Mitglied. Im Jahr 1993 wurde sie Mitglied des SPD-Kreisvorstands Bitburg-Prüm, dessen Vorsitz sie von 2004 bis 2013 innehatte. 
Seit 1994 ist Fink Mitglied des Kreistages des Landkreises Bitburg-Prüm, in den Jahren 2009 bis 2014 war sie 1. Kreisbeigeordnete im Eifelkreis. Seit 2014 ist sie Mitglied im VG Rat Bitburger Land. Seit dem Jahr 2009 ist sie Mitglied im Ortsgemeinderat Idesheim.
Fink war seit 2001 Abgeordnete des rheinland-pfälzischen Landtags. Zum 31. Dezember 2014 legte sie ihr Mandat nieder. Nico Steinbach rückte für sie in den Landtag nach.

## Engagement
Fink ist seit Dezember 2013 Kreisvorsitzende des Deutschen Roten Kreuzes im Eifelkreis Bitburg-Prüm.